# Caparica
Caparica ist eine ehemalige portugiesische Gemeinde im Kreis Almada und gehörte dadurch zum Distrikt Setúbal in der Region Lisboa. Die Gemeinde hatte 20.447 Einwohner (Stand 30. Juni 2011) auf 11 km². Der Verwaltungssitz befand sich in der Stadt Monte de Caparica.

## Geografie
Die Gemeinde Caparica war im Norden durch den Fluss Tejo begrenzt, im Westen durch die Gemeinden Trafaria und Costa da Caparica, im Osten durch Pragal sowie im Süden durch die Gemeinden Sobreda und Charneca da Caparica.
Die Gemeinde sollte nicht mit dem benachbarten Costa da Caparica (Strandbad) verwechselt werden; die Stadt hat keinen Strand am Meer, es kann aber im Tejo gebadet werden.
Der Ort wurde am 27. September 1985 zur Vila erhoben, wobei die Stadt die offizielle Bezeichnung Monte da Caparica erhielt (den Namen einer Ortschaft der Gemeinde, um sich vom benachbarten Costa da Caparica zu unterscheiden).

## Geschichte
Die Geschichte des Orts reicht bis auf die römische Herrschaft zurück. Caparica müsste für die Römer einen ähnlichen Wert gehabt haben wie Alcochete, Montijo oder Sesimbra da diese Orte durchquert wurden.
Die Gemeinde wurde 1472 durch eine päpstliche Bulle von Sixtus IV. gegründet.
Mit der Gebietsreform vom 29. September 2013 wurden die Gemeinden Caparica und Trafaria zur neuen Gemeinde União das Freguesias de Caparica e Trafaria zusammengefasst.

### Ortsname
Das Wort Caparica leitet sich offenbar vom lateinischen cappar, cappari oder capparis ab, das wiederum aus dem griechischen kapparis stammt und Kaper bedeutet. So wäre Caparica ein wichtiger Ort für Kapern gewesen. Laut Fachleuten ist die lateinische Ableitung die wahrscheinlichste, es ist jedoch nicht auszuschließen, dass der Name aus dem arabischen al-kabbara stammt, das wiederum aus dem Lateinischen stammt.

## Ortschaften
Folgende Ortschaften befinden sich in der ehemaligen Gemeinde Caparica:

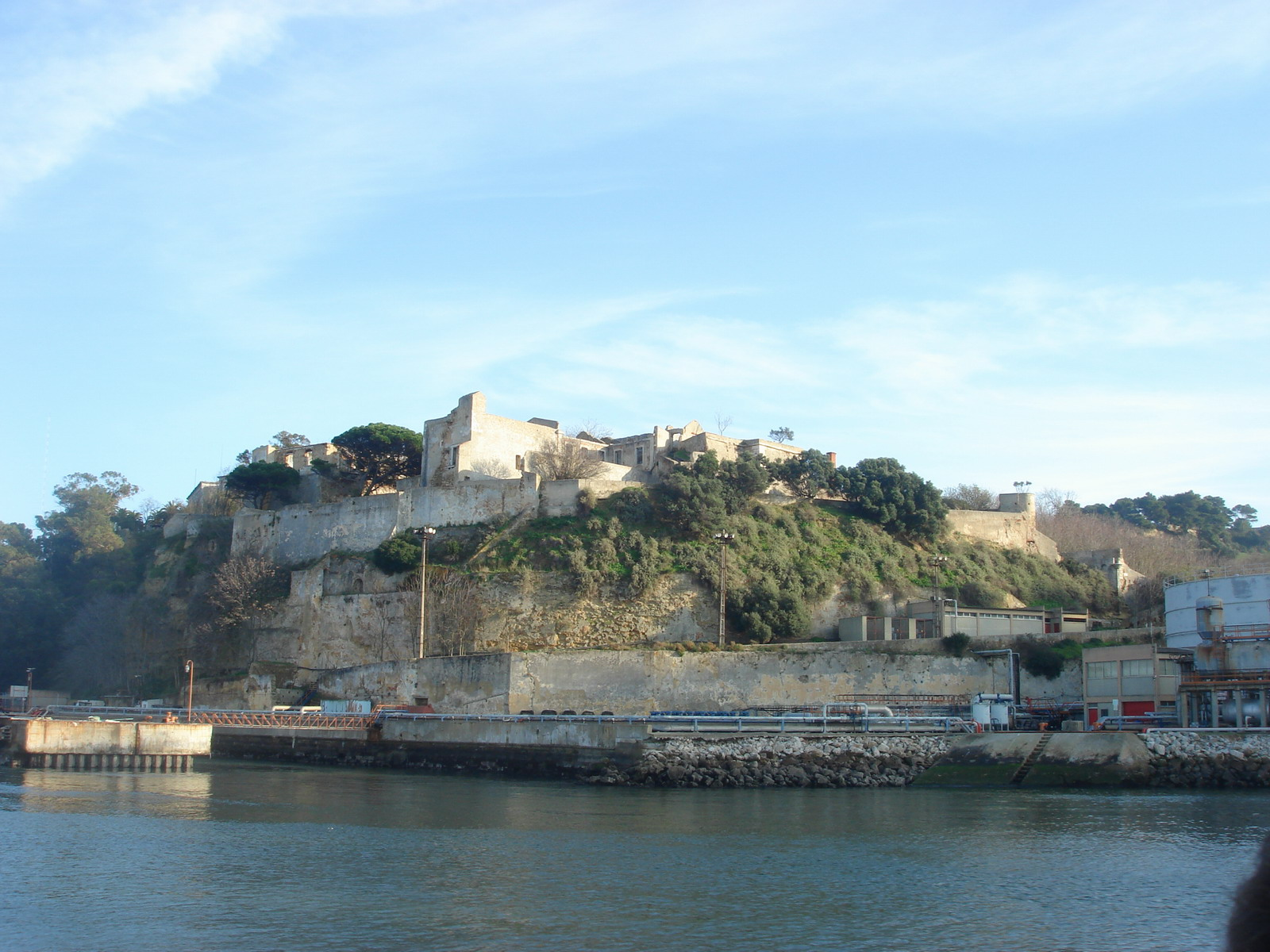
Torre Velha

- Vila Nova de Caparica
- Capuchos
- Funchalinho
- Areeiro
- Granja
- Fómega
- Alcaniça
- Raposo
- Pêra
- Monte da Caparica
- Torre
- Fonte Santa
- Serrado
- Pilotos
- Costas de Cão
- Banática
- Porto Brandão
- Lazarim

## Kultur und Sehenswürdigkeiten
- Convento dos Capuchos
- Igreja de Nossa Senhora do Monte de Caparica
- Forte de São Sebastião da Caparica oder Torre Velha

## Söhne und Töchter der Stadt
- Francisco Simões (* 1946), Bildhauer und Zeichner
- Alberto Chaíça (* 1973), Langstreckenläufer